# Croada pisano-catalana
La Conquesta de Mallorca, croada pisano-catalana o croada pisano-occitano-catalana (hi havia també ciutats d'Occitània) contra la Taifa de Mallorca es va llençar l'any 1114 per tal d'acabar amb la pirateria mallorquina.

## Antecedents
Les Illes Orientals d'al-Àndalus, com anomenaven els àrabs les Illes Balears, tenien una de les seves fonts més importants de riquesa en la pirateria. Nombroses ràtzies afectaven tota la costa nord de la Mediterrània Occidental (des de Catalunya, passant per Occitània i les repúbliques italianes). Per aquest motiu la República de Pisa (que també practicava la pirateria) va decidir realitzar una expedició contra les Balears amb l'objectiu de posar fre a la pirateria dels illencs i també segurament amb la intenció de fer una expedició de càstig on aconseguir un important botí per la via del saqueig i el pillatge. L'arquebisbe de Pisa va demanar al Papa que s'atorgués a l'expedició la categoria de croada, i així ho feu Pasqual II, que donà la sobirania de les illes a la República.
El setembre de 1113 una flota pisana va fer una expedició a Mallorca va perdre el rumb per una tempesta i va acabar prop de Blanes, que inicialment es va confondre amb les Illes Balears. i els pisans es van reunir amb el comte de Barcelona al port de Sant Feliu de Guíxols, on el 7 de setembre es va signar un tractat de causa corroborandae societatis et amicitiae ("per la causa de la cooperació mútua i l'amistat"). En concret els pisans van ser exemptes dels usagium i els cogens naufragii en tots els territoris, presents i futurs, del comte de Barcelona, des d'Arle i Sant Geli.
Es va preveure una croada per al 1114, amb objectiu d'alliberar els captius cristians i la supressió de la pirateria musulmana, però la majoria de la flota pisana tornar a Pisa, però alguns vaixells danyats per la tempesta es va mantenir a ser reparats i alguns homes es van quedar per construir maquinària de setge. La primavera de 1114 una nova flota de vuitanta vaixells va arribar de Pisa, per la costa occitana, després d'una breu estada a Marsella.
A l'expedició s'hi van sumar la República de Florència, Lucca i territoris occitans com la Senyoria de Montpeller, el Vescomtat de Narbona o el vescomtat de Nimes. Finalment la flota que estava a Salou es va dirigir a Barcelona, on s'entrevistaren amb el comte Ramon Berenguer III, que es va sumar també a la campanya com a dirigent d'aquesta. L'emir de Mallorca Mubàixxir Nàssir-ad-Dawla va intentar negociar amb els cristians, però no hi va haver acord.

## Desenvolupament tàctic
La flota va fer petites incursions d'exploració a diversos punts de la costa de l'illa d'Eivissa, Formentera i Mallorca (a Portopí). Finalment, el 24 de juny de 1114 la flota es dirigí a Eivissa, segurament pensant que el suport peninsular a Mallorca arribaria a través de les Pitiüses. El setge de la ciutat d'Eivissa (Yabisah) va durar un mes i es va procedir finalment a la destrucció de les defenses i el saqueig de l'illa.
Finalment es van dirigir a Mallorca ja al mes d'agost. Els croats van assetjar la ciutat de Mallorca (Medina Majurqa) durant vuit mesos. L'emir de Mallorca es va veure obligat a demanar ajut als almoràvits, però la ciutat va acabar caient abans que arribés. Les cròniques -incloses les cristianes- parlen d'aquesta conquesta amb força brutalitat (s'arrasen barris sencers) i l'arqueologia confirma la destrucció de part de la ciutat i també el saqueig del camp mallorquí.

## Conseqüències
Un cop completada la presa de la ciutat, els croats van abandonar l'illa. No hi va quedar cap autoritat depenent dels croats i ni s'hi van portar pobladors, encara que teòricament Mallorca i les Pitiüses van dependre durant un breu període del comtat de Barcelona. Per tant, aquesta campanya és vista com una expedició de càstig per la pirateria que els illencs feien contra els estats cristians de la Mediterrània occidental (la flota mallorquina degué realment quedar molt malmesa si no destruïda) i com una manera d'aconseguir botí mitjançant el pillatge. No era una guerra d'ocupació com ho serà la conquesta de Mallorca de Jaume el Conqueridor un segle més tard. En arribar els almoràvits no trobaren cap resistència cristiana i Mallorca va entrar en l'òrbita del seu imperi.
El document més important per a l'estudi de la croada pisano-catalana és el Liber Maiolichinus, escrit pels pisans. Aquí apareixen per primera vegada documentades les paraules catalans (catalanenses) i Catalunya (Catalania), ja que així es van autoanomenar als forasters pisans malgrat ser encara el territori català un territori dividit políticament.